# Moulay Idriss Zerhoun
Moulay Idriss nebo Moulay Idriss Zerhoun (arabsky مولاي إدريس‎) je město v severní části Maroka, asi 100 km východně od Rabatu, rozložené mezi dvěma kopci u hory Zerhoun. Město je považováno za svaté a mezi marockými obyvateli je velmi oblíbené. Právě zde totiž roku 789 Idrís I. Marocký rozšířil ší'itský islám a založil vládnoucí dynastii. Kromě toho, že bylo následně toto místo pojmenováno po něm, založil jeho syn Idrís II. město Fes.
Ve městě žije přibližně 10 tisíc obyvatel.
Na hlavním náměstí se nachází hrobka Idríse I., ale na toto místo smějí pouze muslimové. Za zmínku také stojí kulatý minaret jedné z mešit, je totiž jediný tohoto typu v Maroku.
Město spadá pod kraj Fès-Meknès. V letech 1997 až 2015 patřilo pod Meknès-Tafilalet.
Ruiny berberského a římského města Volubilis se nacházejí asi 4 km severozápadně od města. Idrís z nich odebral spoustu materiálu k vybudování města. Nedaleko se nacházejí města Meknes (25 kilometrů) a Fes. Mezi oběma městy a Moulay Idriss je možné se pohybovat veřejnou dopravou. Ve městě se nacházejí banky, kavárny a restaurace, dokonce i několik menších hotelů.
Hory okolo města nabízejí několik možností pro horolezectví, turistiku a fotografování. Úrodná pláň údolí Saiss se rozpíná hned pod městem a v okolí na venkově rostou olivy.